# Petra (oraș antic)
Petra (în arabă ٱلْبَتْرَاء , romanizat: Al-Batrāʾ ; în greacă veche Πέτρα, "Stânca"), cunoscută inițial locuitorilor săi ca Raqmu sau Raqēmō, este un fost oraș antic, situat în Iordania. Este unul din cele mai celebre situri arheologice din lume, datorită templelor săpate direct în stâncă, cel mai cunoscut fiind "Trezoreria" (Al Khazneh), în stil grecesc, din perioada elenistică, cu o înălțime de 42 m, unde s-a turnat și partea finală a filmului "Indiana Jones și ultima cruciadă" (1989).

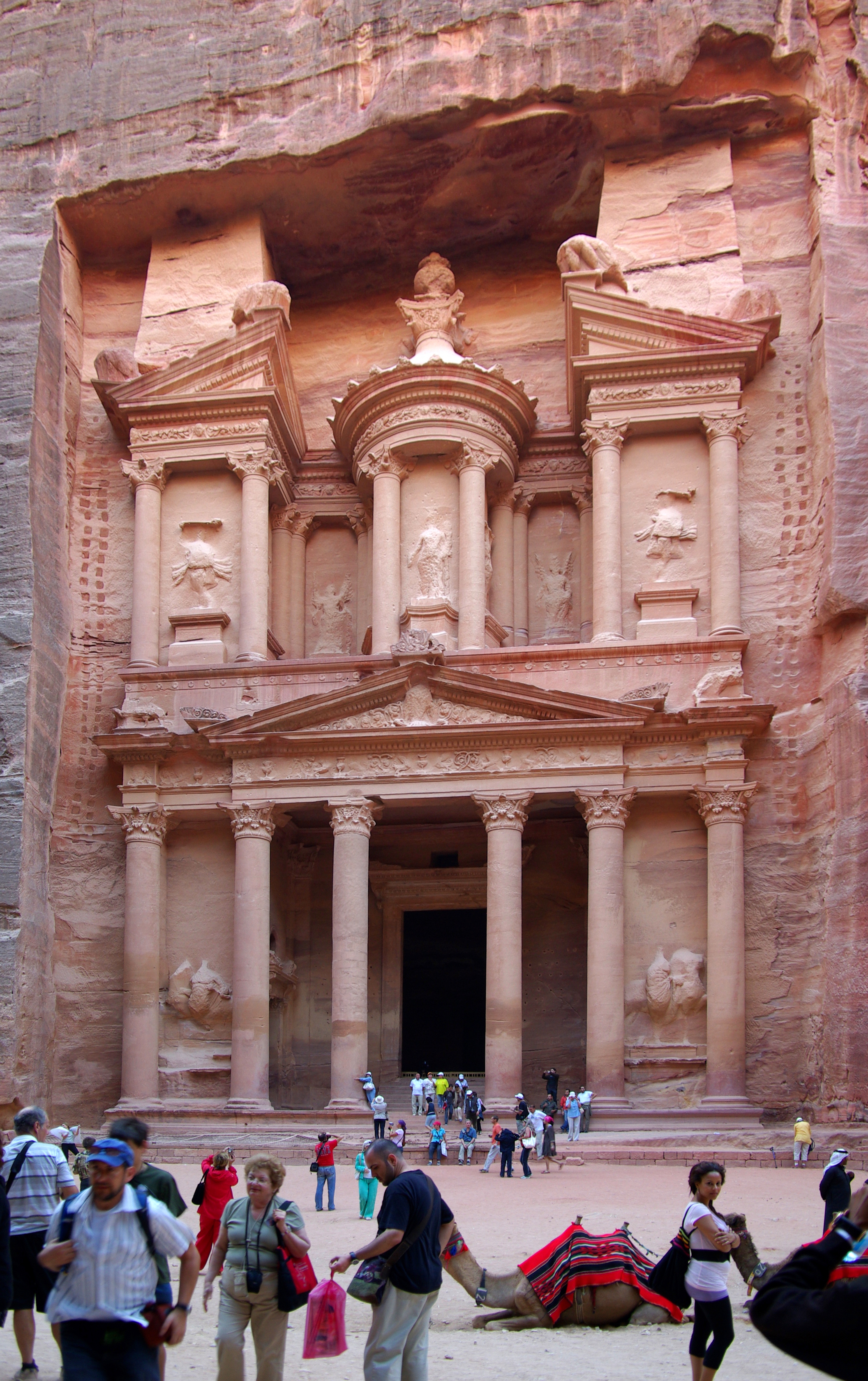
Al Khazneh (fațada)

În antichitate, orașul se numea Rekem și apare menționat în manuscrisele de la Marea Moartă. Se presupune că a fost construit începând cu secolul al VI-lea î.C., de către nabateeni, un popor semitic, și a fost capitala lor până în 106 d.C., când a intrat în componența Imperiului roman, devenind capitala provinciei Arabia Petraea.
Orașul continuă să înflorească în următoarele secole. Și-a revenit după cutremurul de pămȃnt de gradul 8-9 pe scara Richter din anul 363 d.C., precum și după o inundație catastrofală ulterioară. 
Resturi de scrieri vechi din secolul al VI-lea descriu orașul ca pe o așezare cu ca. 30.000 locuitori, în stare bună de funcționare. 
A fost distrus iremediabil la cutremurul din anul 748, după care nu s-a mai refăcut, populația emigrȃnd în alte zone.
Ruinele sale au devenit o curiozitate în Evul Mediu, fiind vizitate de sultanul Baibars al Egiptului, în secolul al XIII-lea. 
Primul european care le-a vizitat și descris a fost exploratorul elvețian Johann Ludwig Burckhardt, în anul 1812.
În 1985, Petra a fost inclusă în lista UNESCO a locurilor din patrimoniul mondial. Este și una din Cele 7 noi minuni ale lumii.

## Galerie

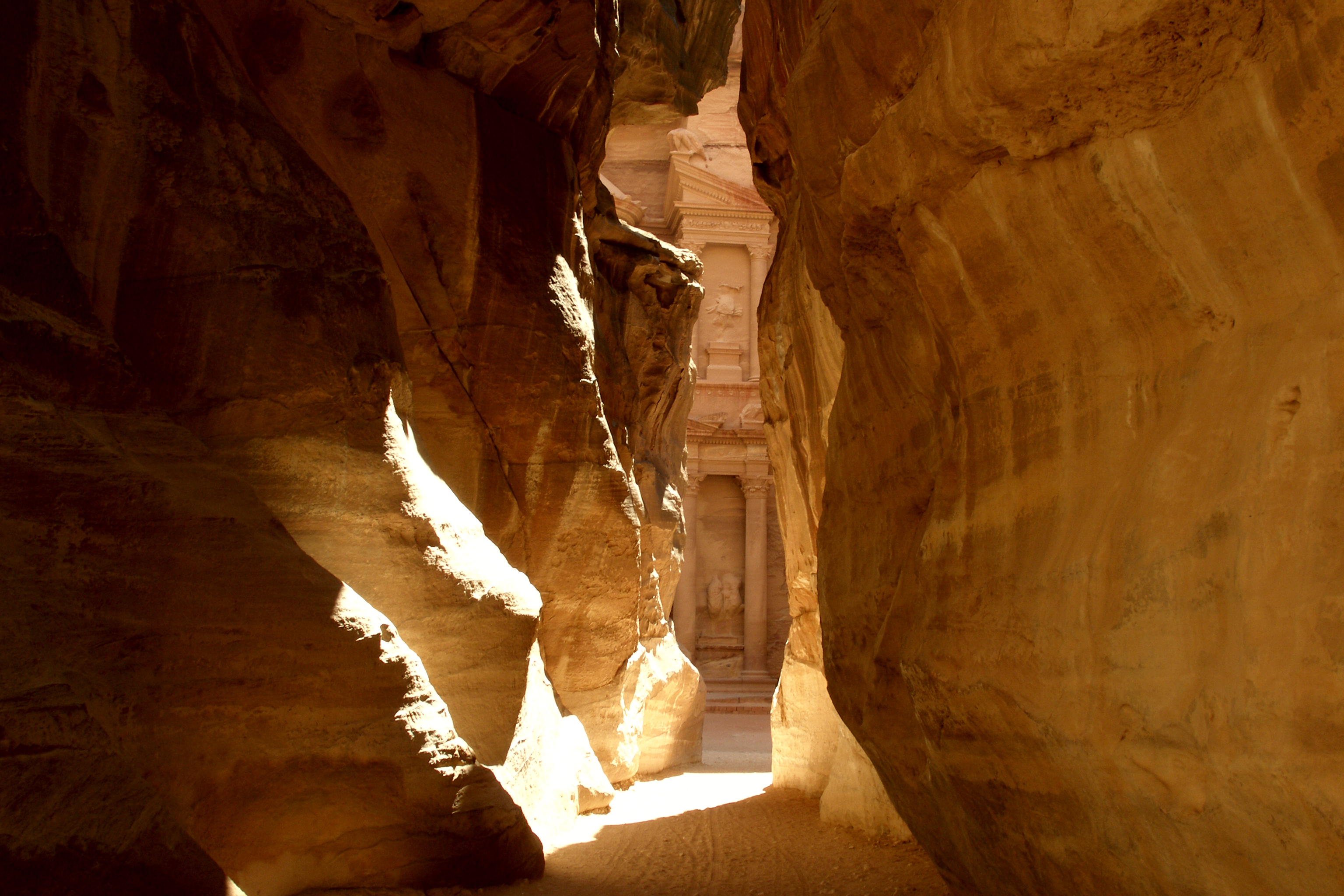
Siq-ul, cu raze de lumină
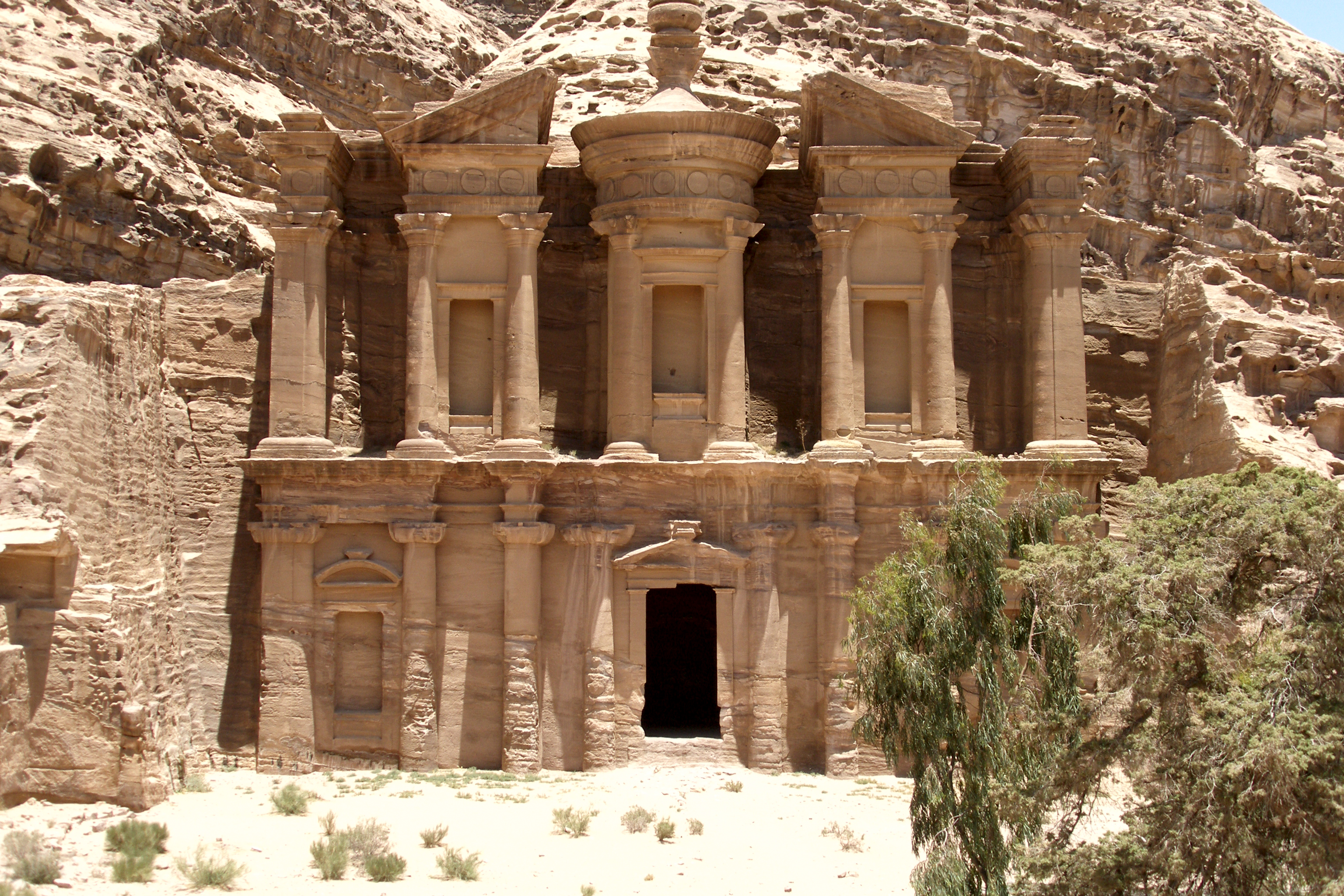
Ad Deir văzut de aproape
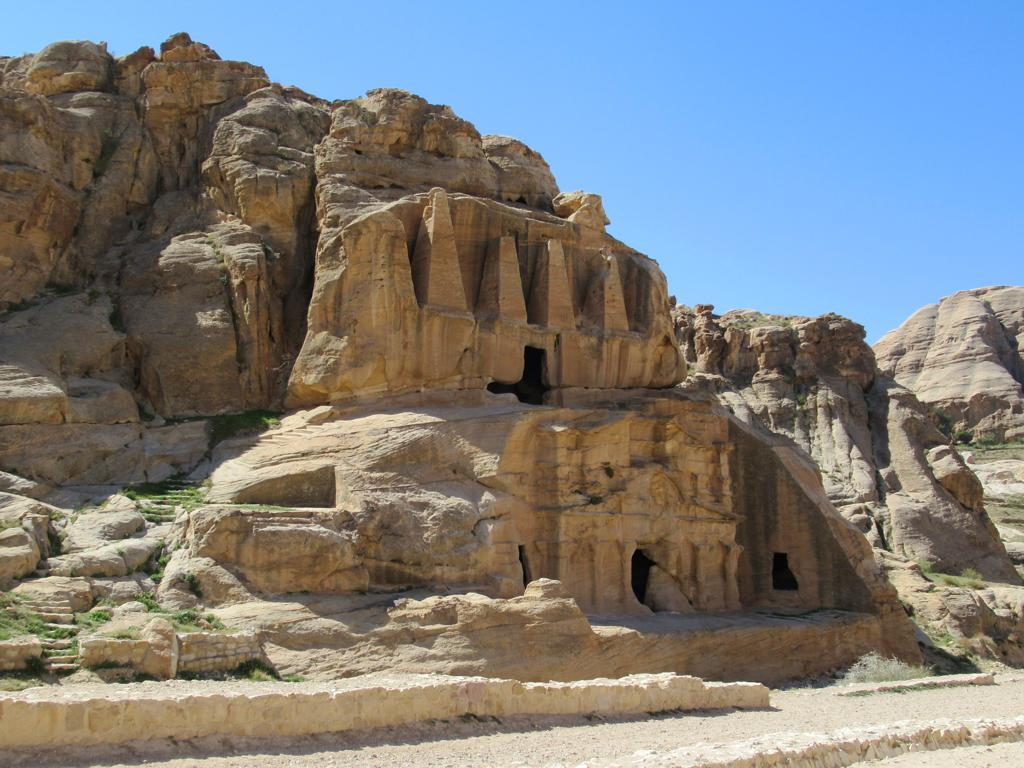
Obeliscul mormântului
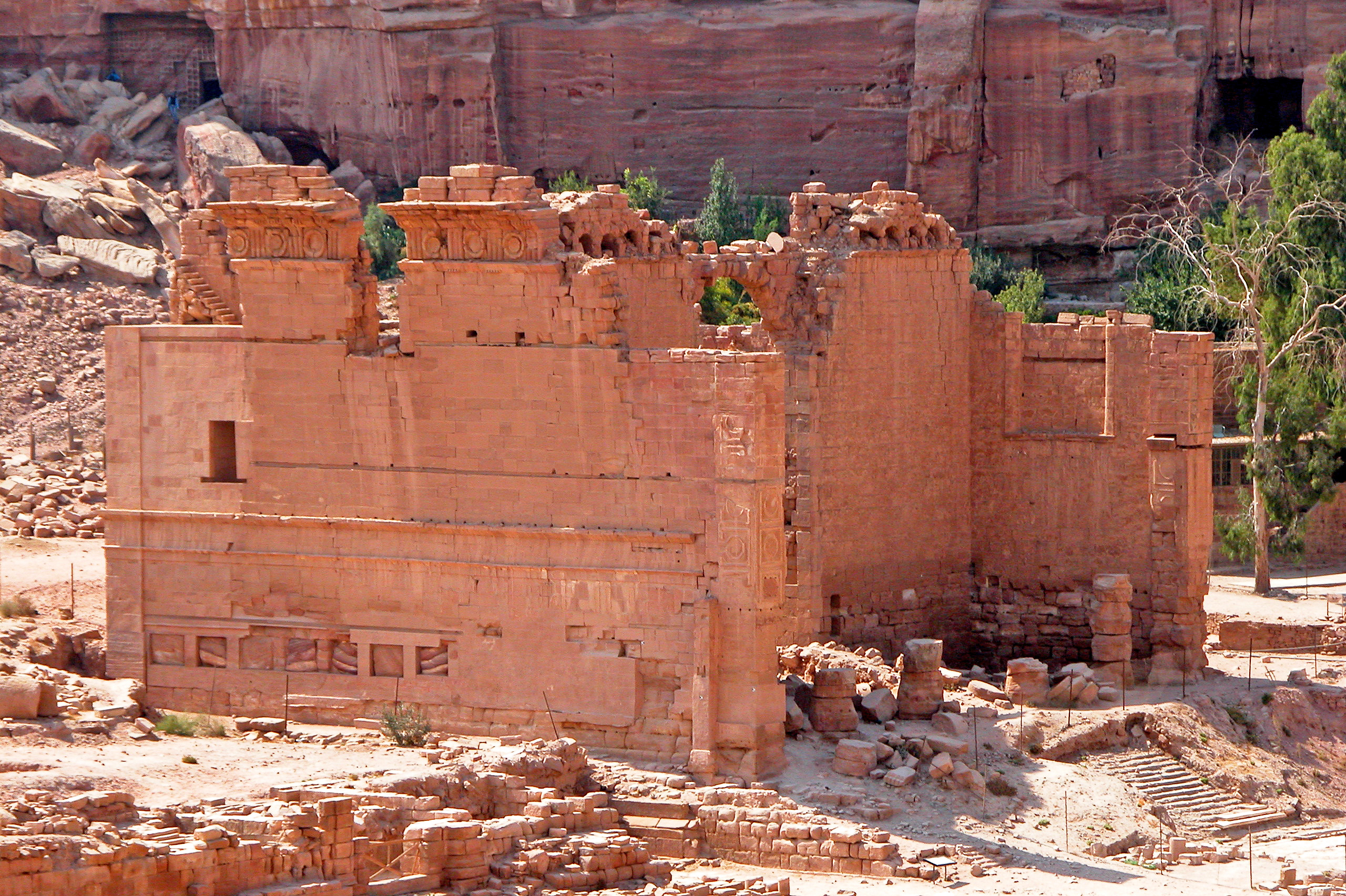
Qasr al-Bint
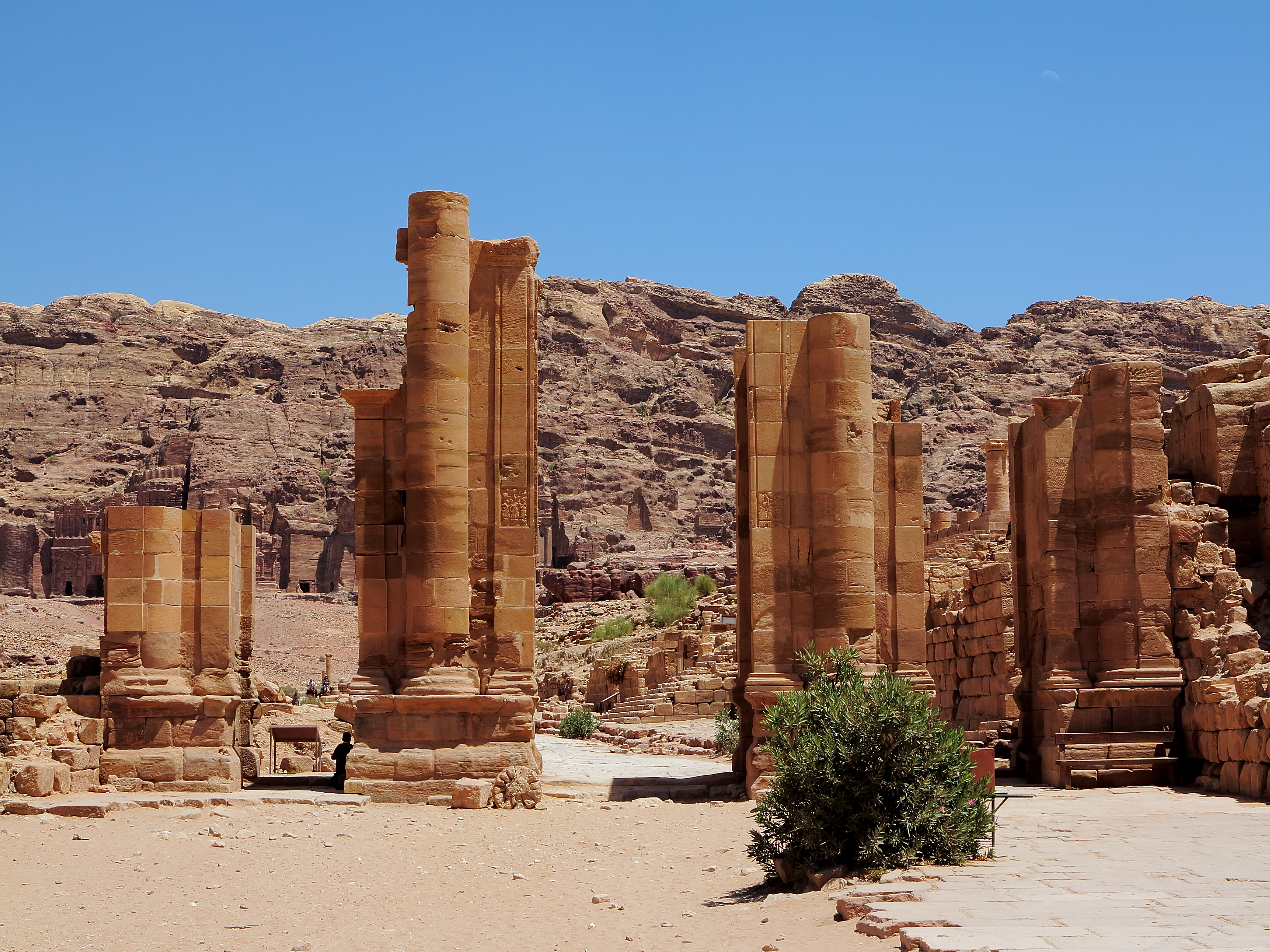
Poarta lui Hadrian, de asemenea, cunoscută sub numele de Poarta Temenos
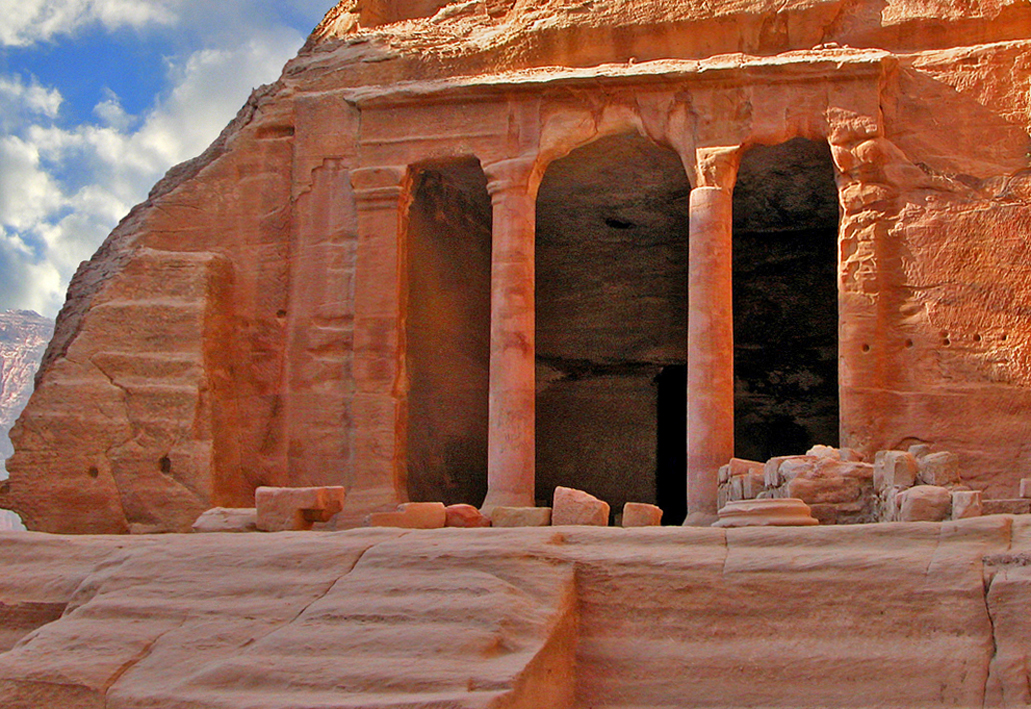
Templul Grădinilor
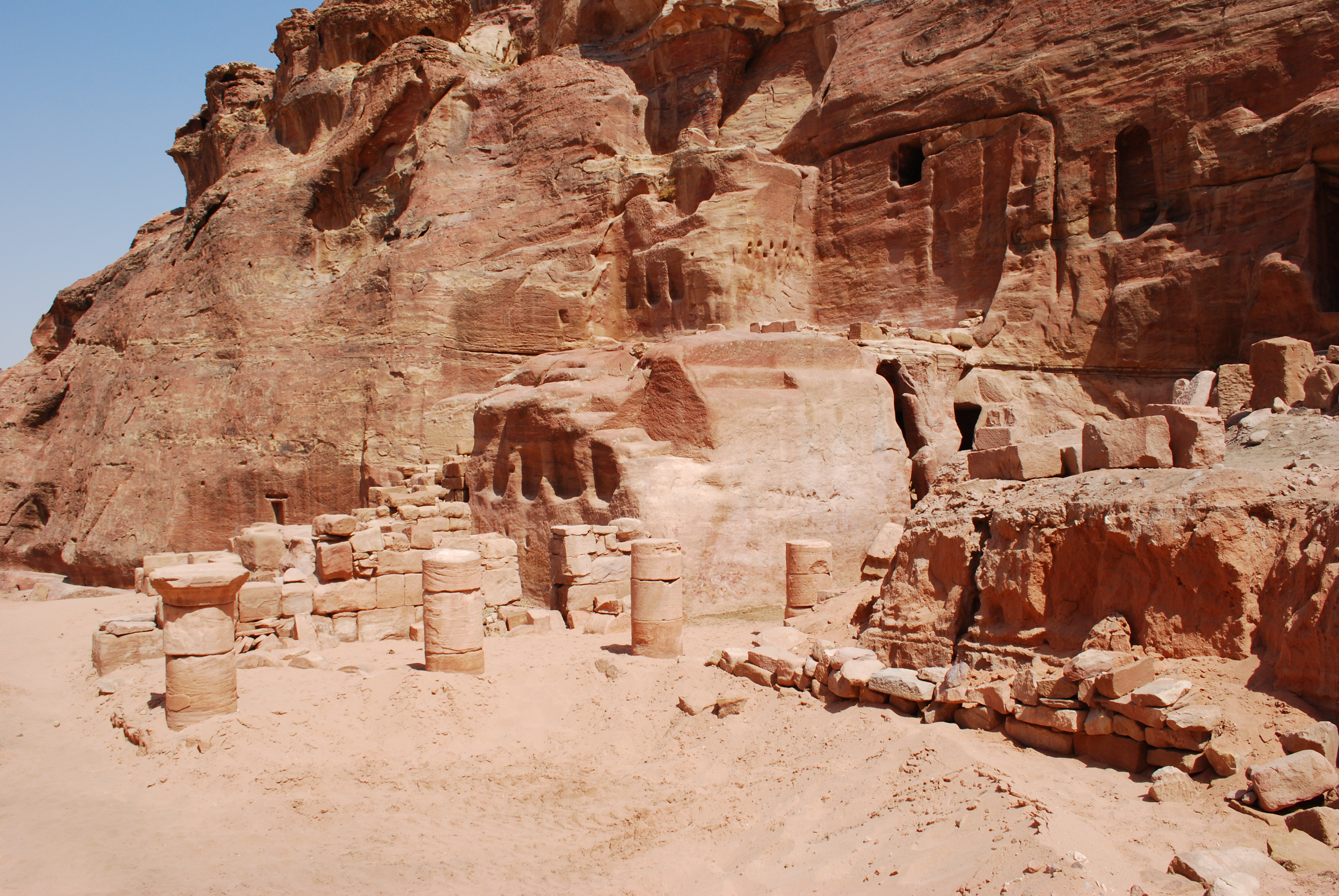
Tricliniul colorat
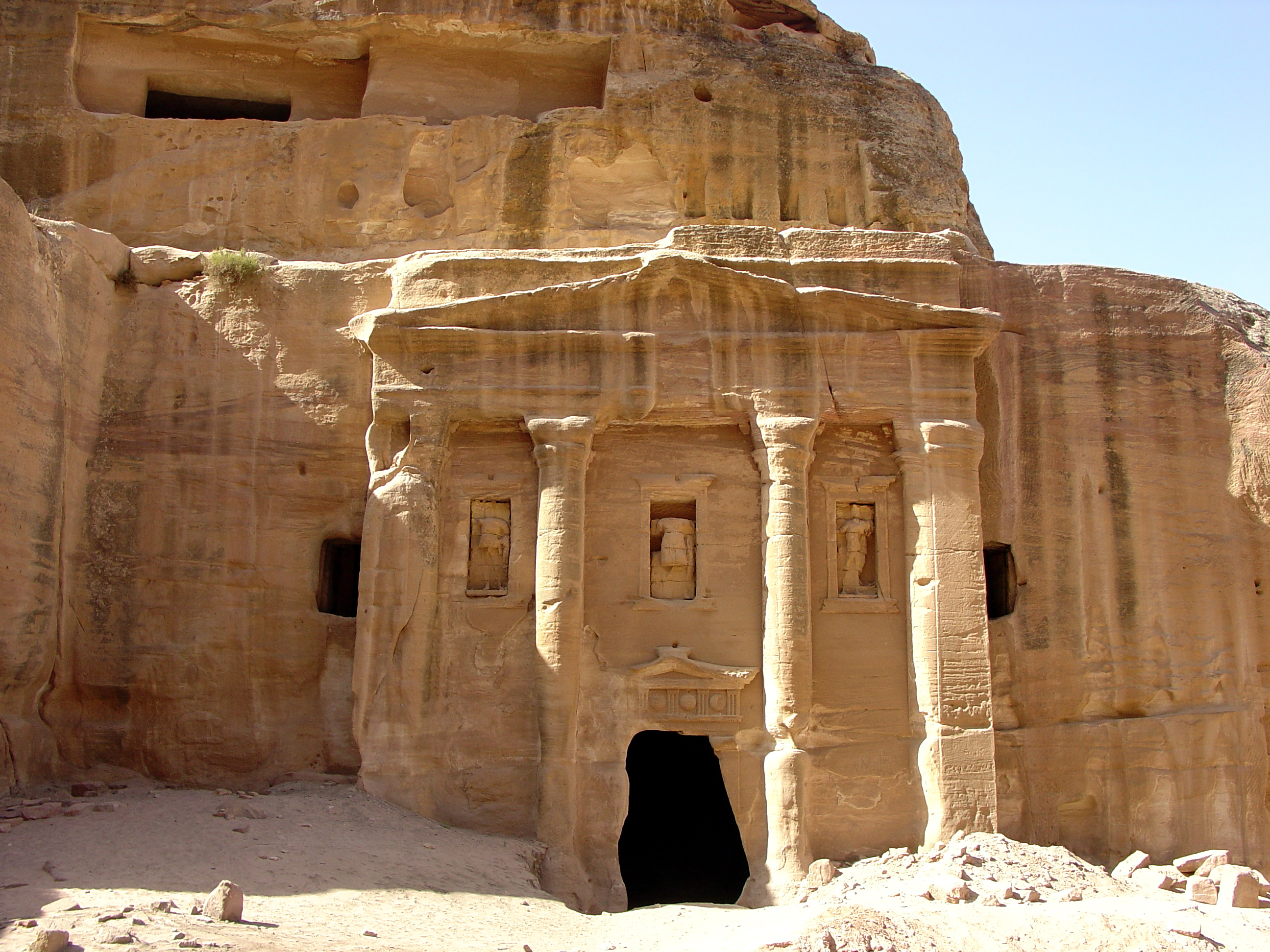
Mormântul Soldatului roman
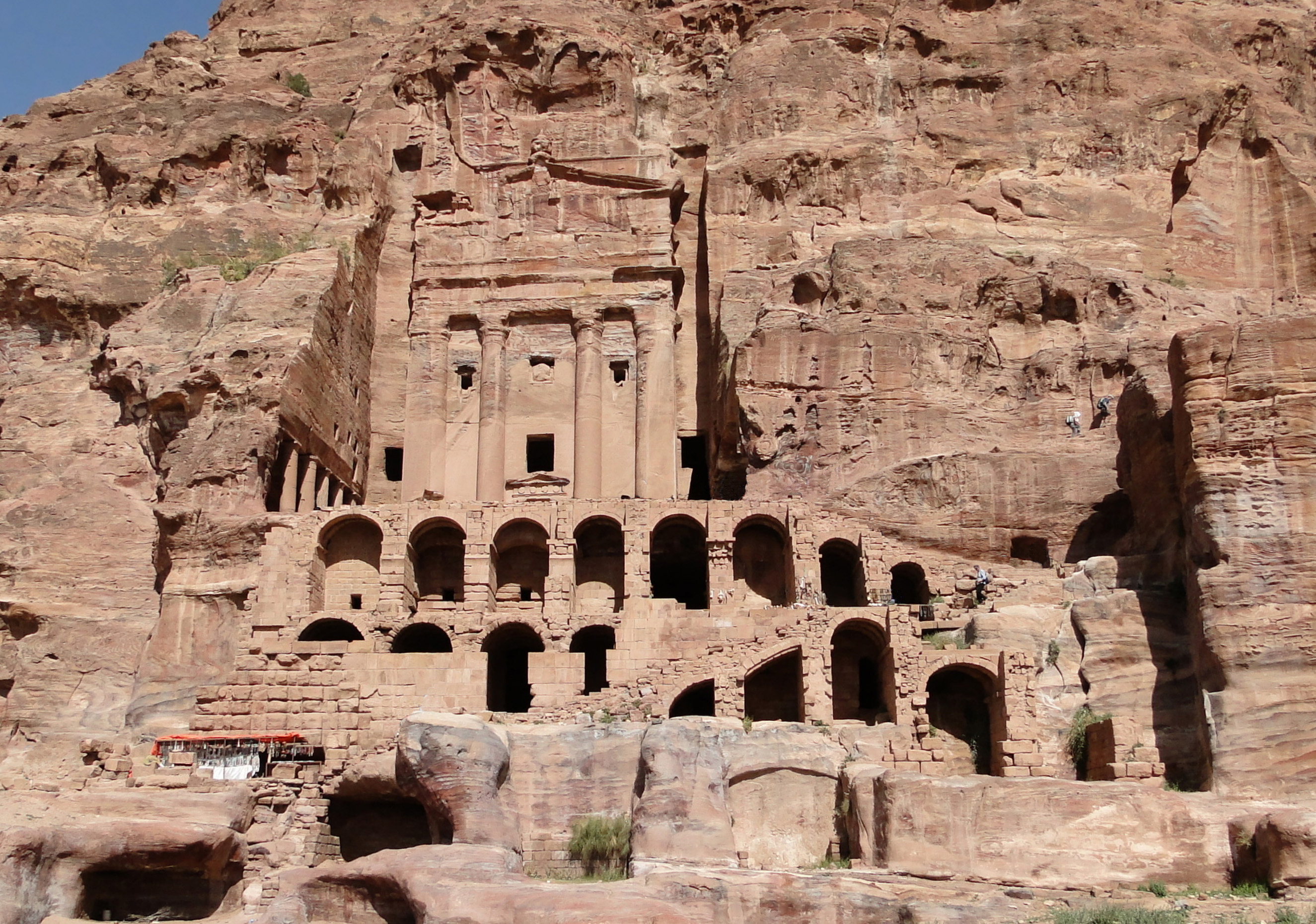
Mormântul urnei
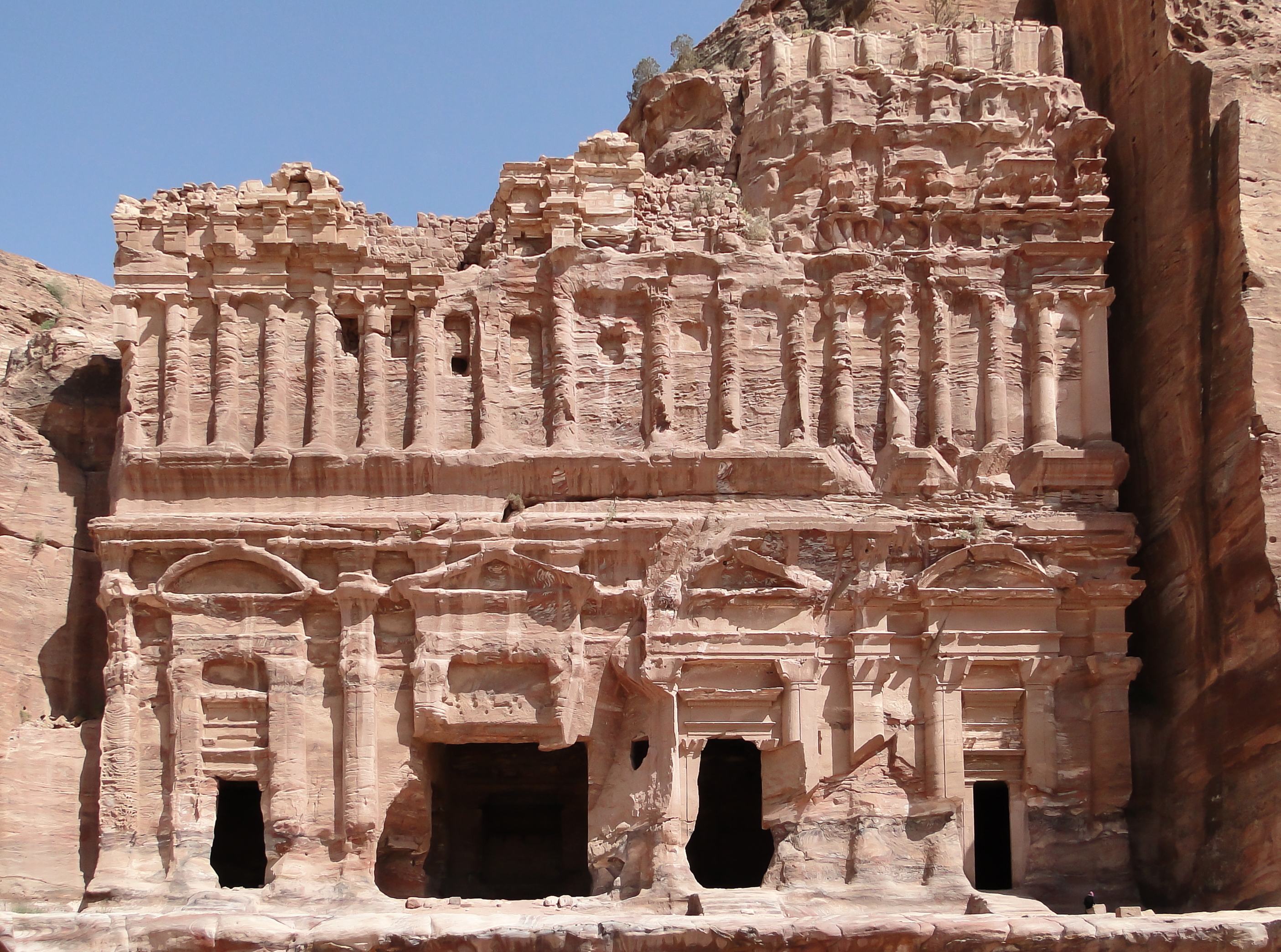
Mormântul Palatului
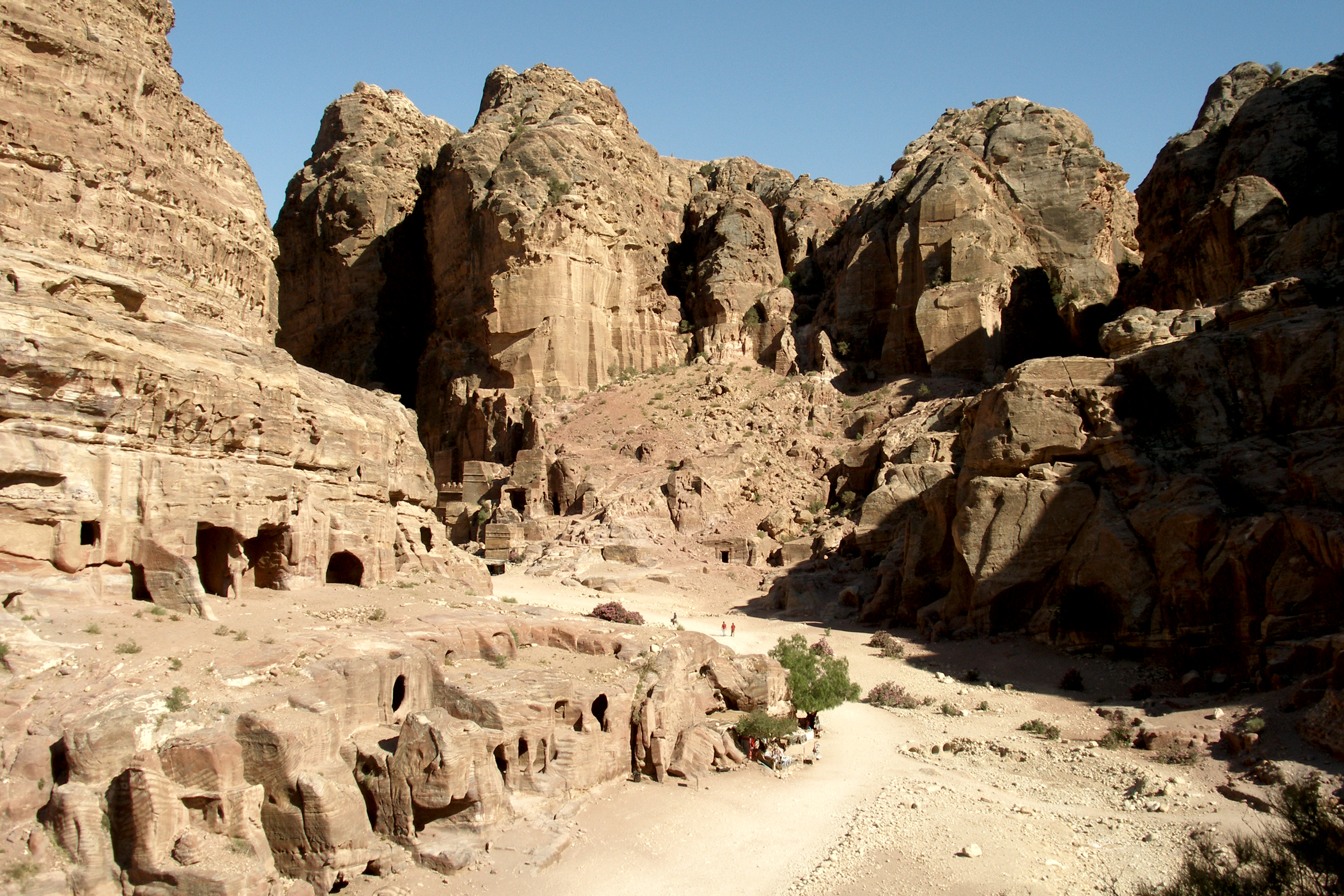
Morminte de stâncă
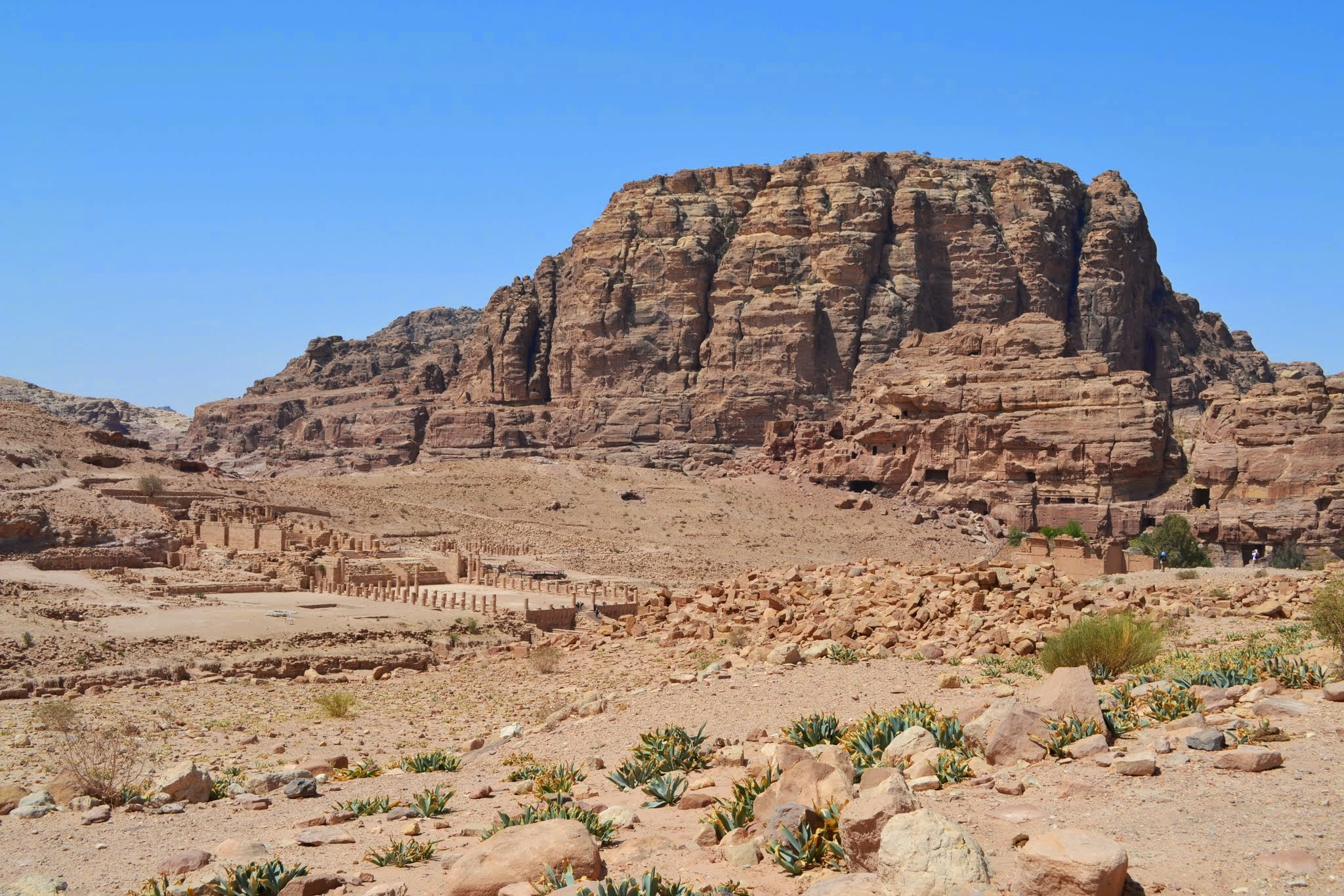
Traseul Mănăstirii Petra
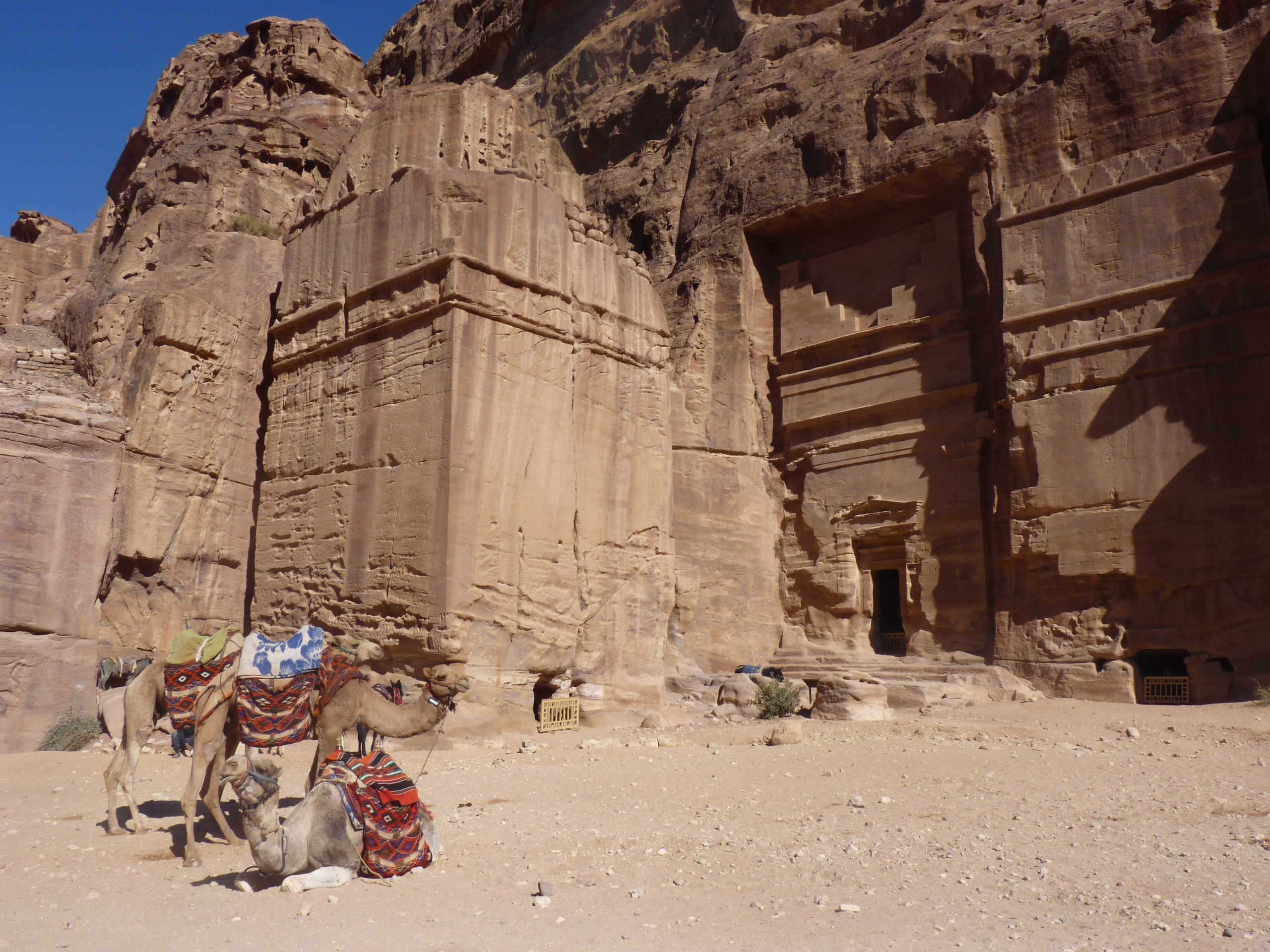
Strada Fațadelor
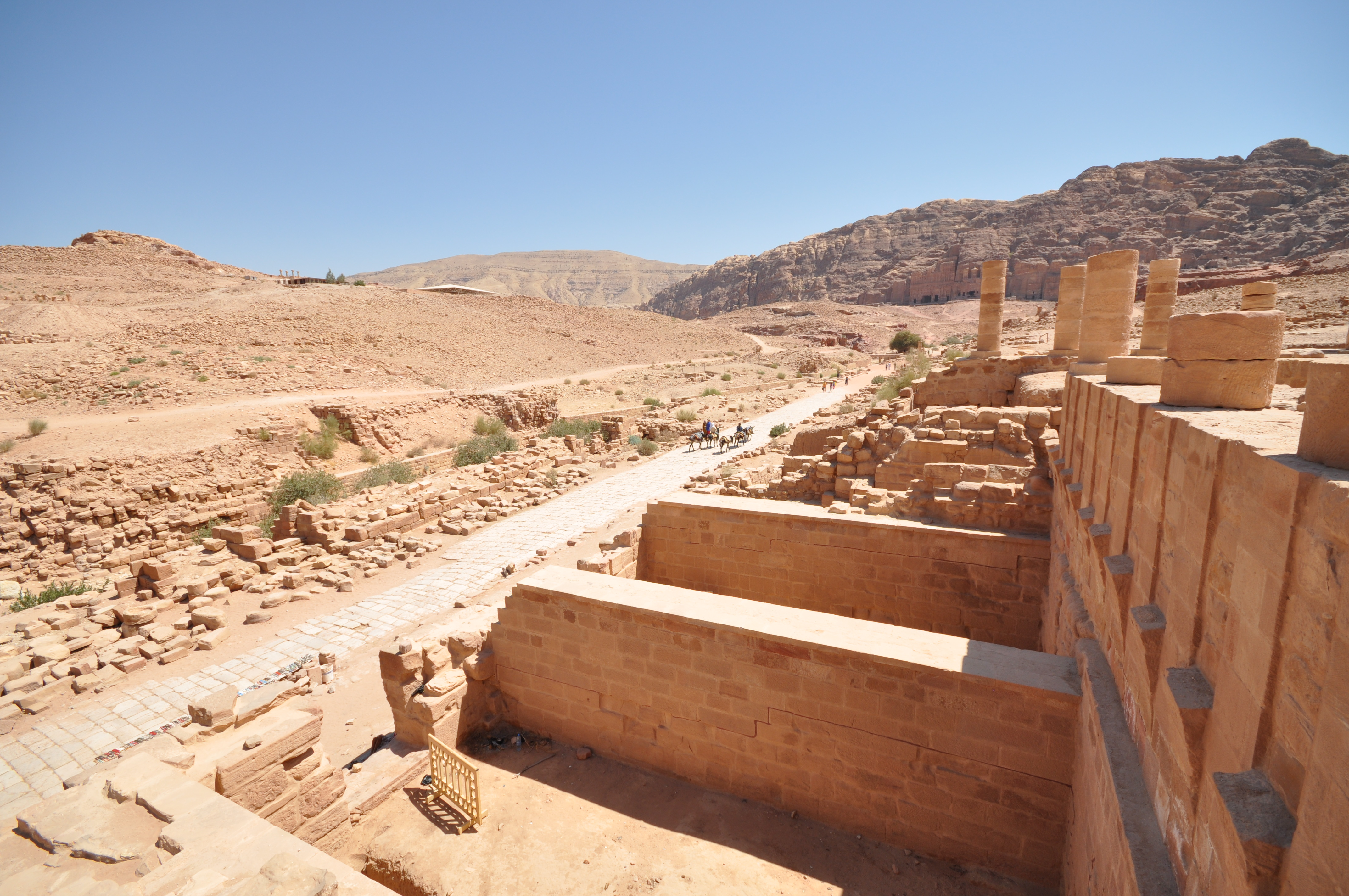
Complexul de piscine și grădini "Petra"
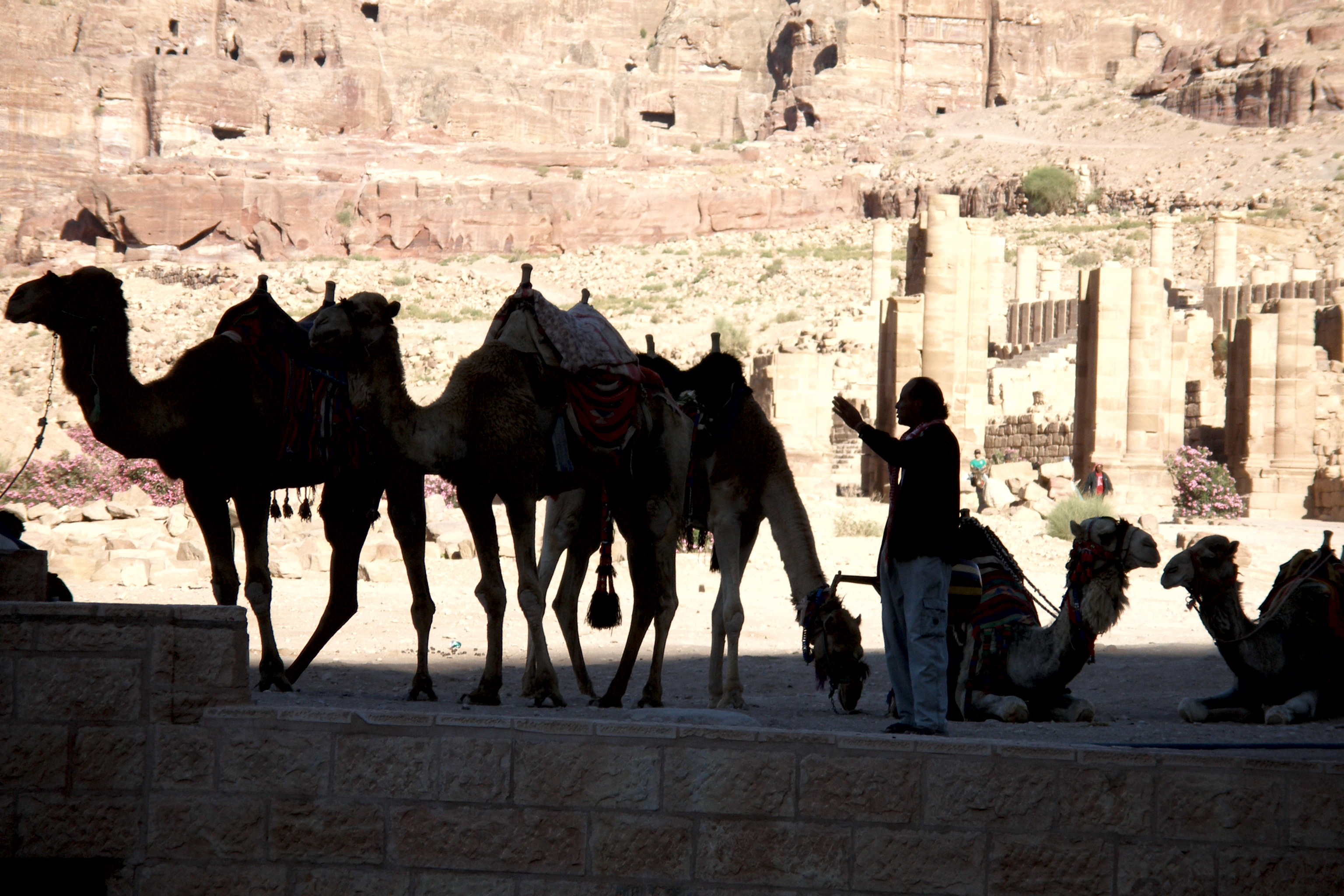
Cămile la Petra
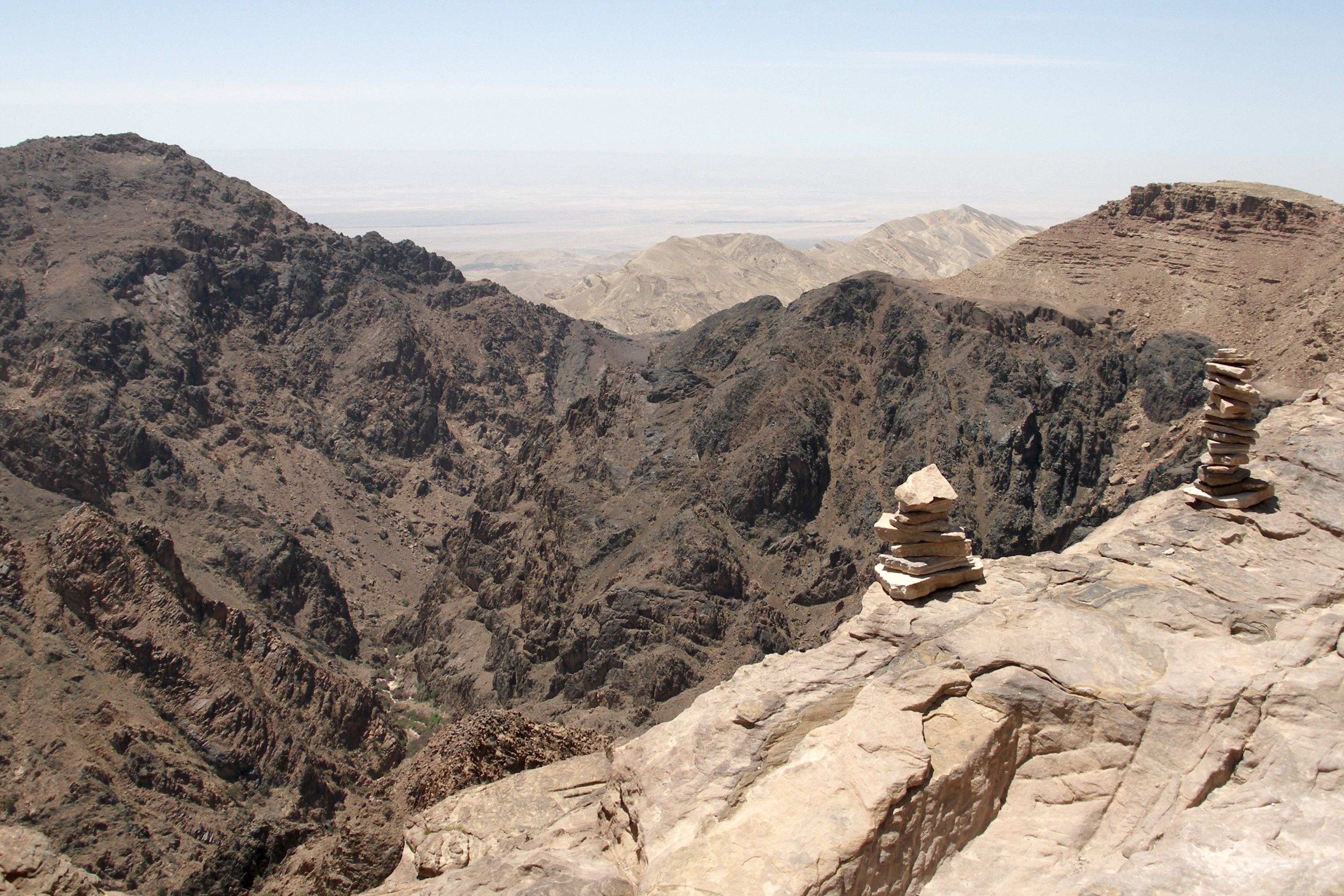
Stânci de lângă Petra. Vedere peste Wadi Arabah